# Toyotomi Kunimatsu

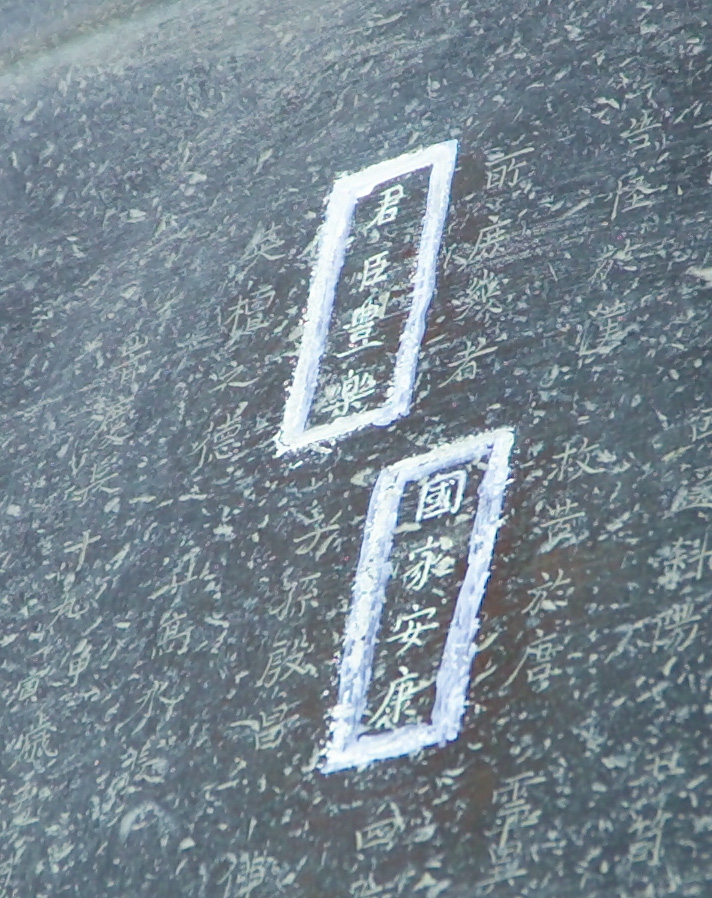
Esta fotografía muestra parte de la inscripción de la campana de Hokoji en Kioto, Japón. Tomé la fotografía y contribuí con mis derechos sobre el archivo al dominio público; las personas y las organizaciones conservan los derechos sobre las imágenes del archivo. Esta campana data del, por lo que no hay posibilidad de que el creador haya muerto hace tan poco tiempo como para reclamar derechos de autor.

Toyotomi Kunimatsu (豊臣 国松?  1608 – 19 de junio de 1615) fue un miembro del clan Toyotomi, hijo de Toyotomi Hideyori y nieto del famoso Toyotomi Hideyoshi. En el año 1615, durante el sitio de Osaka, Hideyori se suicidó cuando la captura de su castillo por Tokugawa Ieyasu era inevitable. Kunimatsu, de siete años de edad, fue capturado por las fuerzas del clan Tokugawa, y decapitado posteriormente en Kioto.